# Гитарист (Ватто)
«Гитарист», также «Серенада» (от фр. Le donneur de sérénades; дословно «Поющий серенаду») и «Меццетен» (Mézetin) — картина французского живописца Антуана Ватто, различными исследователями датируемая периодом от 1714 до 1717 годов. В прошлом картина имела хождение в нескольких частных коллекциях, прежде чем оказаться в собственности сына короля Луи-Филиппа I Генриха Орлеанского, герцога Омальского; как часть коллекции герцога Омальского в усадьбе Шантийи картина была завещана в собственность Института Франции в 1884 году. В настоящее время картина является частью собрания музея Конде (инв. PE 371). Техника исполнения произведения — масляная живопись по дереву, размер — 24 × 17 см.
«Гитарист» представляет собой часто встречающийся у Ватто пример миниатюрных однофигурных композиций с изображением персонажей в различных костюмах; в данном случае на картине изображён молодой мужчина в театральном костюме, играющий на гитаре и сидящий на скамейке посреди пейзажного фона. Изображённый мужчина, традиционно связываемый с персонажем Меццетена из комедии дель арте — повторяющийся образ в творчестве Ватто, восходящий к находящемуся в Лувре наброску сангиной и чёрным итальянским карандашом; он также появляется на двух картинах более широкого формата: «Сюрприз» и «Общество в парке». В свете истории бытования «Гитарист» связывался с другой известной картиной Ватто, также находящейся в музее Конде — «Обеспокоенная возлюбленная».

## История бытования и датировки
Провенанс «Гитариста» достоверно прослеживается с середины XVIII века, когда картина принадлежала генеральному откупщику Марину Делайе (фр. Marin Delahaye; 1684–1753); на устроенной после его смерти распродаже его имущества (1 января 1754 года) картина, проходившая как лот 47, была продана за 300 ливров некому Бошану (Beauchamp). Десятилетие спустя после распродажи Делайе «Гитарист» оказался в собственности живописца и торговца картинами Жана-Батиста Пьера Лебрена (1748–1813), мужа известной портретистки Элизабет Виже-Лебрен. Лебрен дважды выставлял картину на продажу: первый раз в мае 1765 года (лот 58) и во второй — в ноябре 1778 года (лот 40) соответственно.
В 1780-х годах «Гитарист» находился в собственности пристава-оценщика Антуана Клода Шариота (фр. Antoine Claude Chariot; 1733-1815); на аукционе в январе 1788 года он вновь оказался у Лебрена, отдавшего 221 ливр за лот 44, наряду с «Гитаристом» включавший другую картину Ватто из коллекции Шариота — «Обеспокоенную возлюбленную». У Лебрена обе картины оставались ненадолго — живописец выставил пару (лот 210) на аукцион в апреле 1791 года, но выкупил её обратно за 132 ливра. Столь же недолго пробыв у следующего владельца — торговца картинами Александра Жозефа Пайе (фр. Alexandre Joseph Paillet; 1743–1814), полотно было выставлено на аукцион в феврале 1792 года (лот 25), где было продано за 120 ливров. Несколько десятилетий спустя картина появилась на аукционе в марте 1824 года (лот 150), после чего оказалась в собрании маркиза Андре Жозефа Мезона (фр. André Joseph Maison; 1798–1869), сына маршала Франции Николя Жозефа Мезона. В конечном итоге, в 1868 года картина с частью собрания Мезона была приобретена Генрихом Орлеанским, герцогом Омальским, пятым сыном короля Луи-Филиппа I. Как часть коллекции герцога Омальского, собранной в его резиденции в усадьбе Шантийи, картина была завещана в собственность Института Франции в 1884 году.
Исследователями «Гитарист» помещается в середину творческого пути Ватто. В каталоге-резоне 1950 года сотрудница Лувра Элен Адемар отнесла картину к периоду от весны до лета 1716 года; в книге 1959 года живописец и знаток Жак Матей даёт более раннюю датировку периодом около 1714 года. В каталоге-резоне 1968 года итальянский историк Этторе Камесаска оценивал «Гитариста» периодом около 1715 года; в 1980-х годах французская исследовательница Марианна Ролан-Мишель относила полотно к периоду около 1715–1716 годов. Более поздняя датировка 1716–1717 годами дана в книге Рено Темперини (2002).

## Галерея связанных работ

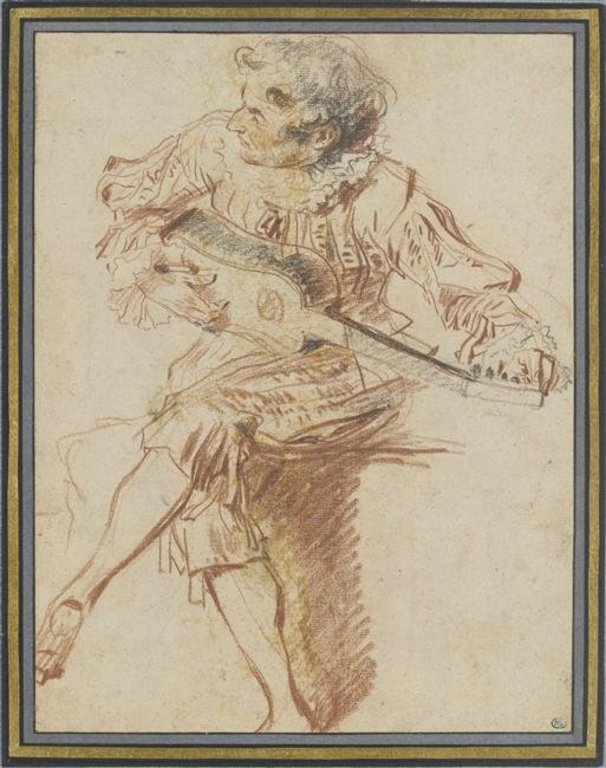
А. Ватто. Этюд сидящего гитариста. Около 1716. Сангина, чёрный мел Лувр, Париж
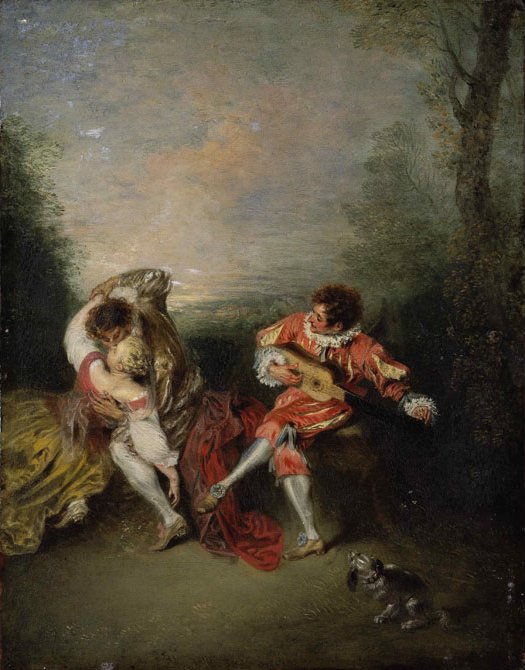
А. Ватто. Сюрприз. Около 1718 Музей Гетти, Лос-Анджелес
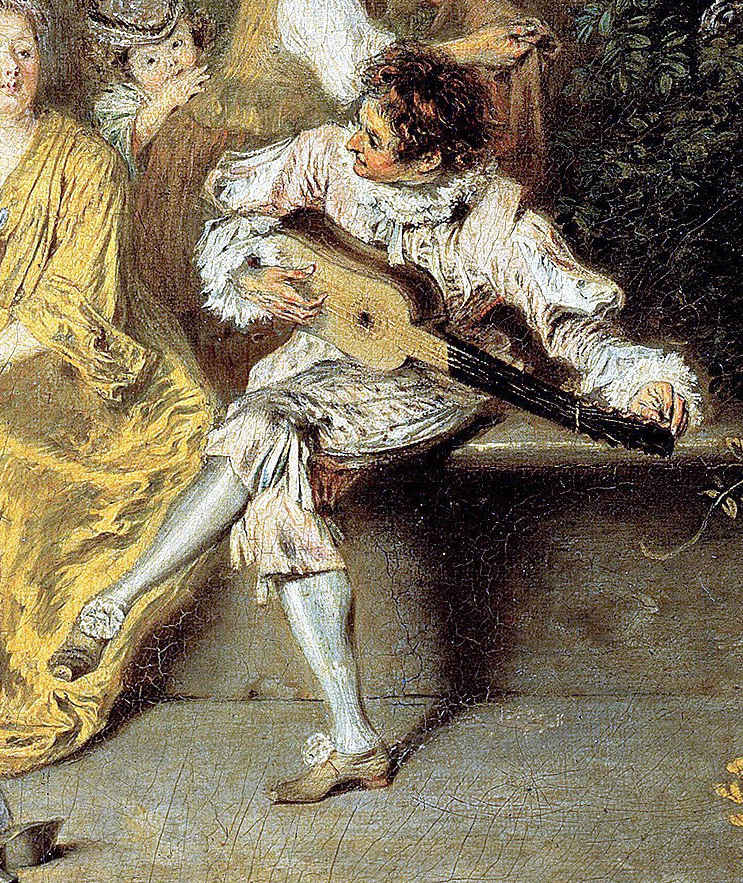
А. Ватто. Общество в парке. Около 1718–1719. Деталь Галерея старых мастеров, Дрезден